# Jean-Baptiste Blanc (homme politique, 1972)
Pour les articles homonymes, voir Jean-Baptiste Blanc et Blanc (homonymie).
Jean-Baptiste Blanc, né le 3 septembre 1972 à Avignon, est un homme politique français.

## Formation académique
Formé aux Instituts d'études politiques d'Aix-en-Provence et de Paris, il soutient une thèse de doctorat en droit fiscal à l'Université d'Aix-Marseille.
Après avoir enseigné aux universités d'Avignon, d'Aix-Marseille et à l'Institut d'études politiques de Paris, il devient avocat.

## Carrière politique
Élu conseiller municipal de Cavaillon, il est premier adjoint au maire de cette ville.
Il quitte ces fonctions lors de son élection comme conseiller général de Vaucluse en 2008.
Réélu dans ces dernières fonctions, il devient vice-président du conseil départemental du Vaucluse en 2015.
De nouveau candidat aux élections municipales de Cavaillon en 2020, il est élu et de nouveau, premier adjoint au maire.
Il est élu sénateur de Vaucluse le 27 septembre 2020 et démissionne de ses mandats municipaux et de la vice-présidence du département.
À sa fondation en 2025, il devient vice-président de l'Association des amis du Félibrige au Sénat.